# L'Homme des foules (nouvelle)
Pour les articles homonymes, voir L'Homme des foules.
L'Homme des foules (The Man of the Crowd) est une nouvelle écrite par Edgar Allan Poe et publiée pour la première fois en décembre 1840 dans les revues littéraires Burton's Gentleman's Magazine et Atkinson's Casket.

## Résumé
Le narrateur est assis dans un café londonien et regarde avec un grand intérêt la foule qui se presse dans la rue. Il classe ainsi les passants dans différentes catégories sociales suivant leur habillement et leur physionomie. Fasciné par la vue d'un vieil homme à l'expression très particulière, il décide de le suivre à travers ses déambulations apparemment erratiques et remarque qu'il semble très mal à l'aise dès que la foule devient clairsemée. Après l'avoir suivi toute la nuit et la journée du lendemain dans différents quartiers de Londres, le narrateur, épuisé, s'arrête devant le vieil homme et le regarde bien en face sans même attirer son attention. Le narrateur, abandonnant sa filature, en arrive à la conclusion que le vieil homme est un « homme des foules » qui « refuse d'être seul ».